# دتش توب 40

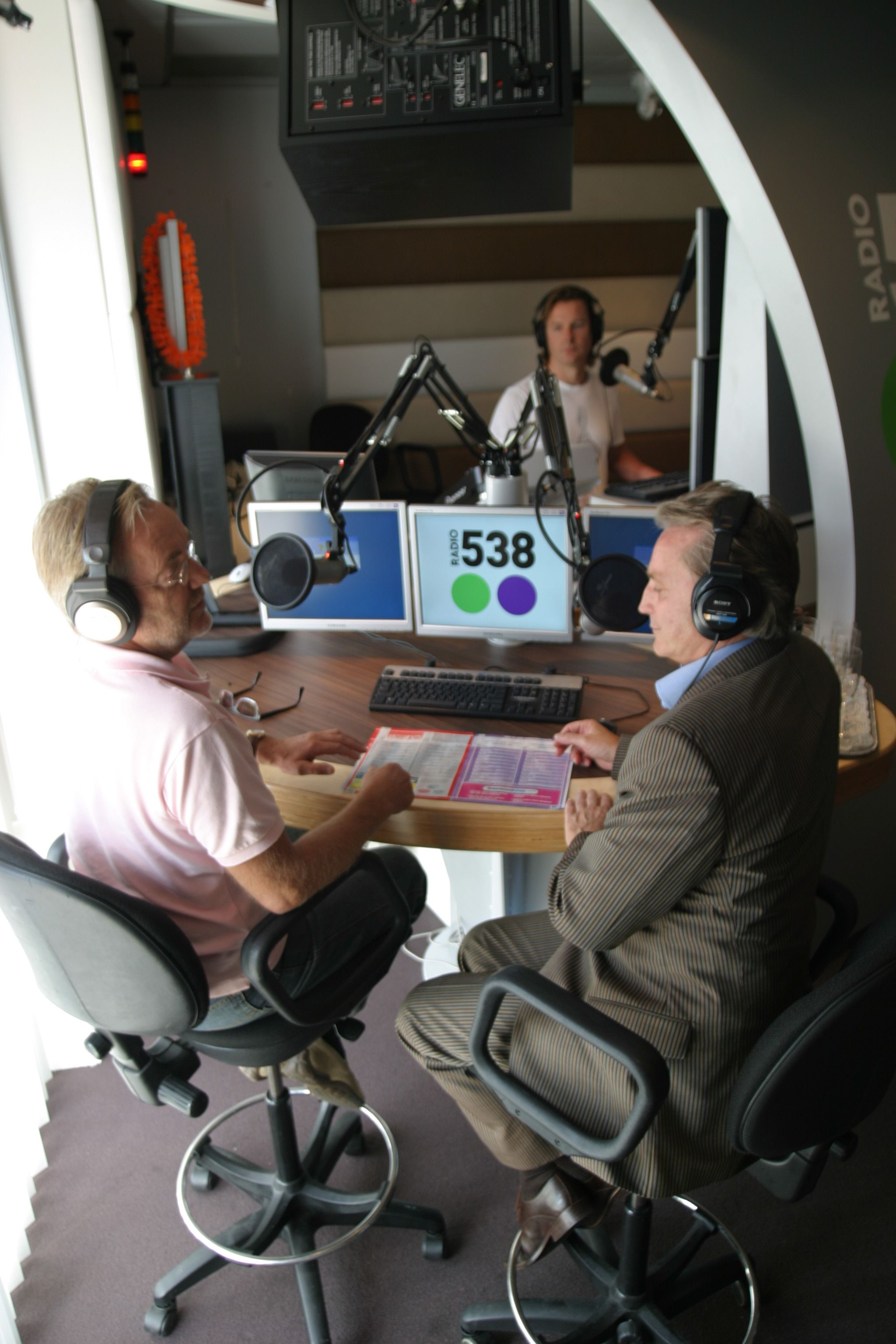

دتش توب 40 (بالهولندية: Nederlandse Top 40) هو ترتيب تسجيلات يظهر بشكل اسبوعي، لأفضل 40 أغنية وتسجيل موسيقي في هولندا، تأسست في سنة 1965، ويظهر الترتيب كل إسبوع على راديو فيرونيكا.